# スコット・ジェイミーソン
スコット・アレクサンダー・ジェイミーソン（英語: Scott Alexander Jamieson、1988年10月13日 - ）は、オーストラリアとスコットランドの元サッカー選手、現サッカー指導者。元オーストラリア代表。選手時代のポジションはDF。

## クラブ歴
2003年にブラックタウン・シティFCで選手となり、2005年にプレミアリーグ所属のボルトン・ワンダラーズFCに移籍。2007年夏のプレシーズンマッチ・ハイバーニアンFC戦でトップチーム出場を果たしたが、プレミアリーグ出場は叶わなかった。
2008年6月6日にAリーグ・アデレード・ユナイテッドFCに2年契約で加入。8月17日の開幕節にフル出場し、プロリーグ初出場となった。攻撃面やセットプレイでの貢献からレギュラーを確保、同年12月11日のFIFAクラブワールドカップ2008・ワイタケレ・ユナイテッド戦ではマン・オブ・ザ・マッチに選出された。2008-09シーズンはマイケル・ズロ、ジェームス・ホランド、タレク・エルリッチらを抑えて新人賞を受賞した。2009-10シーズン開幕前にはエールディヴィジの複数クラブから関心を持たれていたものの、全てのオファーを蹴り残留。シーズン末には2.ブンデスリーガのSpVggグロイター・フュルトのトライアルに参加した。しかしトライアルには合格できず、オーストラリアに帰国した。

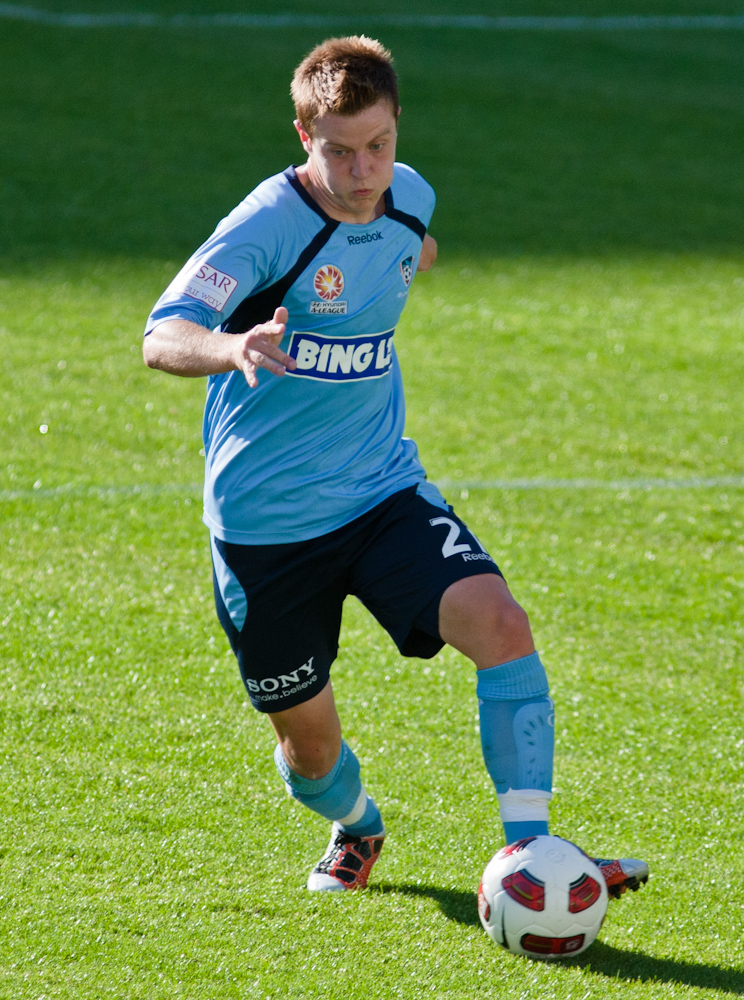
2010年、シドニーFC時代

2010年5月21日に2年契約でシドニーFCに加入。8月14日の試合でヘディングからプロ初得点を記録した。
2012年夏にシドニーFCを契約満了で退団すると、パース・グローリーFCへ加入した。
2015年5月28日にウェスタン・シドニー・ワンダラーズFCに移籍。加入後1年目となった2015-16シーズンにはベストイレブンに選出される活躍を見せた。
2016年8月にアルスヴェンスカンのIFKヨーテボリに移籍。
翌2017年夏に一身上の都合でオーストラリアに帰国、メルボルン・シティFCに4年契約で加入。2018年からは主将を務めた。2023年5月28日、2022-23シーズン終了とともに現役引退を発表した。メルボルン・シティでは合計161試合に出場し、歴代最多記録となった。

## 代表歴
オーストラリアU-17代表として2005 FIFA U-17世界選手権に参加した。
アデレード・ユナイテッド時代の2008年10月にはクラブでの活躍によってピム・ファーベーク監督からカタール代表との親善試合に臨むオーストラリアA代表に招集された。代表初出場となったのは翌2009年1月28日のAFCアジアカップ2011予選のインドネシア代表戦で、この試合に彼はフル出場をした。

## 指導歴
引退後はそのままメルボルン・シティに残り、ダリオ・ヴィドシッチの下でコーチに就任する。